# Бібиков Василь Герасимович
Бі́биков (Бібіков) Василь Герасимович (в чернецтві — Володимир; 1735, Сорокошичі — початок XIX століття, Острог) — український живописець XVIII століття.

## Біографія
Народився у 1735 році в селі Сорокошичах (нині Чернігівський район Чернігівської області, Україна) в сім'ї кріпака. Навчався в Лаврській іконописній майстерні в Києві. Згодом очилив її.
У 1755–1756 роках розписав Покровську церкву в Брянську; у 1756–1759 роках — собор Антонія і Феодосія у Василькові.
1772 року, через хворобу, залишив майстерню, виконував випадкові іконописні роботи на замовлення. 1786 року переїхав до Острога, де і помер на початку XIX століття.